# Ficalbia ichiromiyagii
Ficalbia ichiromiyagii är en tvåvingeart som beskrevs av Toma och Higa 2004. Ficalbia ichiromiyagii ingår i släktet Ficalbia och familjen stickmyggor. Inga underarter finns listade i Catalogue of Life.